# Michaił Suszkow
Michaił Pawłowicz Suszkow (ros. Михаил Павлович Сушков; ur. 7 stycznia?/19 stycznia 1899 w Moskwie, zm. 6 grudnia 1983 w Moskwie) – rosyjski piłkarz, grający na pozycji napastnika lub pomocnika, trener piłkarski.

## Kariera piłkarska

### Kariera klubowa
W 1915 rozpoczął karierę piłkarską w moskiewskiej drużynie Mamontowka Moskowska gubernia, skąd w następnym roku przeszedł do SKZ Moskwa. Uczestniczył w wojnie domowej. W 1923 roku został piłkarzem Jachtklubu Rajkomwoda Moskwa. Potem występował w klubach MSFK Moskwa, Triochgorka Moskwa, AMO Moskwa, Dukat Moskwa i Rabis Moskwa. W 1935 przeszedł do Dinama Swierdłowsk, w którym debiutował w 1937 w Klasie D Mistrzostw ZSRR. Po zakończeniu sezonu 1937 zakończył karierę piłkarską.

### Kariera reprezentacyjna
Bronił barw reprezentacji Moskwy (1922-1924, 1927-1928), reprezentacji Związków Zawodowych Moskwy i Rosyjskiej FSRR oraz reprezentacji Swierdłowska (1935, kapitan). Uczestnik mistrzostw Rosyjskiej FSRR w 1935. Występował w składzie drugiej reprezentacji Moskwy w meczu przeciwko Turcji.

## Kariera trenerska
Jeszcze będąc piłkarzem w latach 1935-1937 łączył również funkcje trenerskie w Dinamie Swierdłowsk. W latach 1938–1940 i w 1945 trenował klub Lokomotiw Moskwa. W 1941 prowadził nowo utworzony klub Profsojuzy-1 Moskwa, a w 1946 Dinamo Erywań. W sierpniu 1948 objął stanowisko głównego trenera Dynama Kijów, z którym pracował do końca roku. W latach 1960–1962 trenował Tiekstilszczik Iwanowo. Od 1947 do 1953 z przerwami pracował na stanowisku głównego trenera Wydziału Piłki Nożnej Komitetu Sportu ZSRR, w latach 1954-1955 wykładowca Instytutu Kultury Fizycznej w Pekinie, w latach 1956-1957 trener państwowy Wydziału Piłki Nożnej Komitetu Sportu Rosyjskiej FSRR, w latach 1956-1957 dyrektor Wydziału Piłki Nożnej i Hokeju Rady Centralnej Towarzystwa Sportowego "Trud", w latach 1964-1983 przewodniczący i prezes Ogólnokrajowego Dziecinno-Juniorskiego Klubu "Skórzana Piłka", w latach 1968-1973 przewodniczący naukowo-metodycznej Komisji Federacji Futbolu ZSRR. Autor wielu naukowo-metodycznych podręczników z piłki nożnej oraz książki "Piłkarski teatr" (Moskwa, 1981). Zmarł 6 grudnia 1983 w Moskwie w wieku 84 lat.

## Sukcesy i odznaczenia

### Sukcesy klubowe
- mistrz Moskwy: 1923 (jesień), 1924 (jesień), 1927 (wiosna), 1929 (jesień), 1930 (wiosna)
- wicemistrz Moskwy: 1922, 1923 (wiosna), 1928;
- brązowy medalista mistrzostw Moskwy: 1924 (wiosna), 1927 (jesień)

### Odznaczenia
- tytuł Zasłużonego Mistrza Sportu ZSRR: 1948
- Order Przyjaźni Narodów: 1979